# Kajtár István

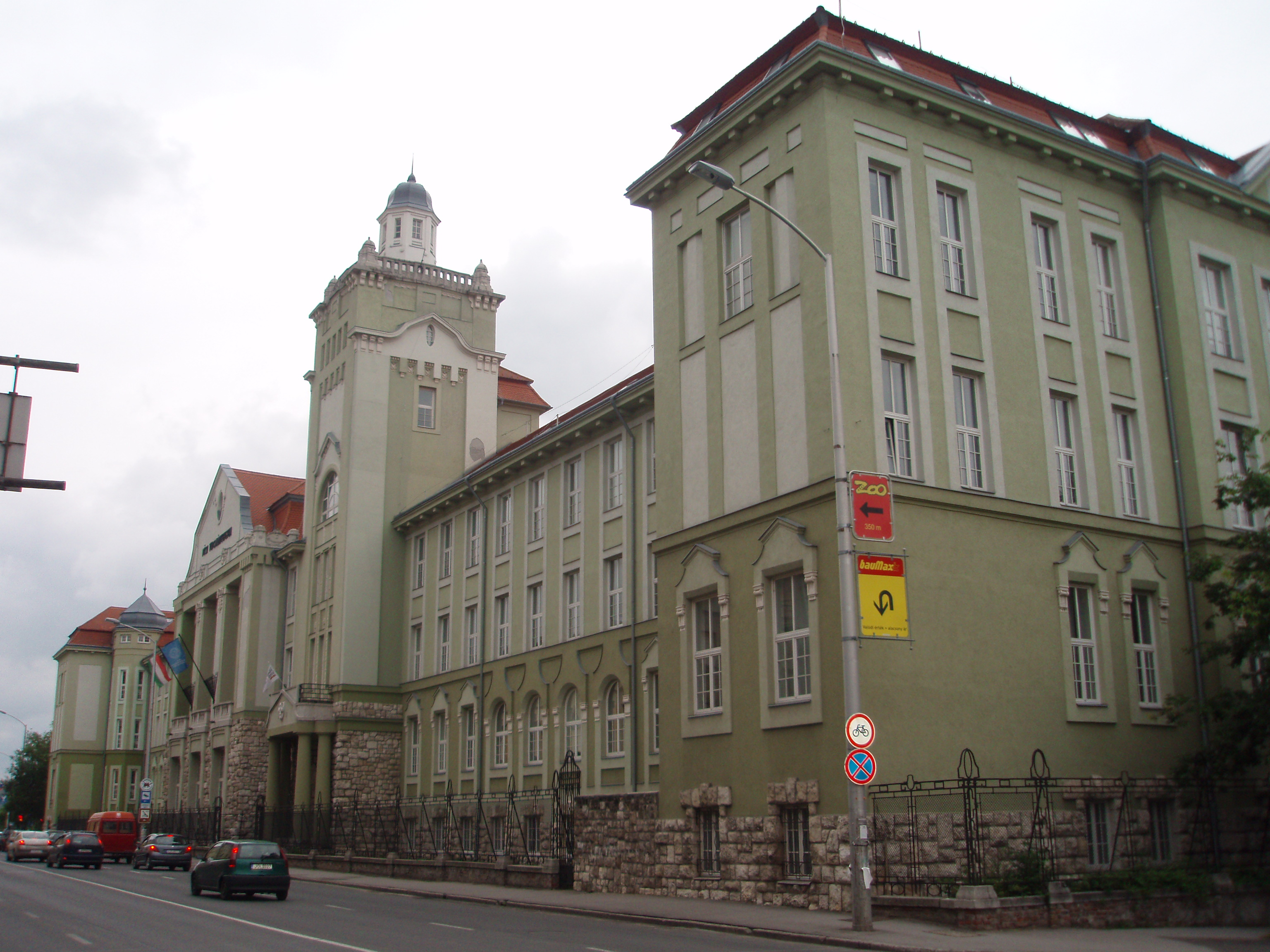
Pécsi Tudományegyetem Állam- és Jogtudományi Kara. Rákóczi út. 80. 1978-2013 között itt tanított

Kajtár István (Nagykanizsa, 1951. szeptember 28. – Pécs, 2019. augusztus 18.) jogász, jogtörténész professzor, az MTA doktora.

## Szakmai életútja
Általános iskolai tanulmányait szülővárosában, Nagykanizsán (1958–1966) végezte, és Fonyódon a Karikás Frigyes Gimnáziumban (1966–1970) érettségizett 1970-ben. Tanulmányait 1971–1977 között a Pécsi Tudományegyetem Állam- és Jogtudományi Karán folytatta.  1978-ban avatták és megkapta a Sub auspiciis Rei Publicae Popularis doktori címet, mivel középiskolai és egyetemi tanulmányai során végig jeles vizsgaeredményeket ért el és az államvizsgája is kitűnő volt.
Egyetemi éveire így emlékezett vissza: „Nagyon jó évfolyam volt az enyém. Nagyon sokan futottak be szép jogászi karriert, az ismertebbek: Kengyel Miklós, Kecskés László, Kiss György, Kerékgyártó István, a Havasi ikrek... Szóval kiváló volt a professzori és a hallgatói kar is. A közeg inspiráló volt számomra. Professzoraim széles látókörű, művelt jogászok voltak. Csizmadia Andorról, Benedek Ferencről, Herczegh Gézáról különös tisztelettel szólhatok. Az államjog diszciplínában Bihari Ottó akadémikus nemzetközi kitekintéssel elemezte a hatalom (!) és a közjog bonyolult összefüggéseit, Ádám Antal precízen adta le a hatályos államjogot, Szamel Lajos, nem tisztelve a tekintélyeket, az államigazgatási jog előadásait a praxis felvillantásával ismertette. A büntetőjogot mint dogmatikailag zárt rendszert jelenítette meg az előadásokon Losonczy István, Földvári József, Erdősy Emil. Rudolf Lóránt mesteri rendszerbe öntötte a polgári jogot, Farkas József polgári eljárási jog előadásai kiemelkedően elegánsak voltak, példákkal színesítve. Vargha László logikus struktúrában adta le a büntető eljárásjogot. Szita János docens volt a közvetlen elődöm a tanszéken. Neki köszönhetem a kiegyensúlyozott tanszéki légkört, ami kutatásaimat elősegítette másfél évtizeden át.”
Oktatói és tudományos kutatói pályája a kezdetektől nyugállományba vonulásáig a pécsi jogi karhoz kötődött. A kar Jogtörténeti Tanszékén 1974 és 1977 között demonstrátorként, majd tudományos továbbképzési ösztöndíjas gyakornokként tevékenykedett 1979-ig, tanársegédi kinevezéséig. 1982-ben adjunktusi, majd 1989-ben docensi kinevezést kapott. 1987-ben „A burzsoá városi jog kialakulása Magyarországon” című értekezésével szerzett kandidátusi fokozatot, majd 1994-ben habilitált. Ezt követően 1995-ben nevezték ki egyetemi tanárnak és kinevezték a Jogtörténeti és Római Jogi Tanszék vezetőjének. 2011-ig volt tanszékvezető. A kari közéletben 1990-tól 1996-ig dékánhelyettesként és 2013-ig a Kari Tanács tagjaként vett részt. 2003-ban „A 19. századi modern magyar állam- és jogrendszer alapjai” című értekezésének megvédésével 2004-ben a Magyar Tudományos Akadémia doktora lett. A Jogtörténeti Tanszékről 2013-ban vonult nyugállományba. Azóta haláláig professor emeritusként vett részt a tanszék munkájában.
Kutatási területek: egyetemes és magyar állam- és jogtörténet, városi jog, regionális folyamatok, önkormányzati jogalkotás története, az osztrák jog magyarországi recepciója, a 19. századi modern állam és jog kialakulása, jogi kultúrtörténet, a tengerek és a tengeri hatalom jogtörténete, haditengerészeti jog, a jogi oktatás története, a jogtörténet tudománytörténete. Nagyon érdeklődött a hadtörténelem, haditechnika iránt, írt is tanulmányokat ebben a témában és gyűjtötte a szakkönyveket. A Magyar Hadtudományi Társaság és a Magyar Történeti Társaság tagja volt. Alapító tagja volt a Tárkány Szücs Ernő Jogi Kultúrtörténeti és Jogi Néprajzi kutatócsoportnak is.
A jogtörténet, elsősorban az egyetemes, illetve európai jogtörténet oktatását négy tankönyvvel gazdagította, emellett számos tanulmánnyal és három monográfiával járult hozzá a jogtörténet-tudomány meglévő értékeihez. A XIX. századi jogi modernizáció honi sajátosságainak kutatásával figyelemreméltó eredményekkel egészítette ki a modern magyar jog fejlődéstörténetét. Munkásságának egyik kiemelkedő eleme a jogi szimbolika és a jogi kultúrtörténet tudományos művelése volt. Az e körben elért eredmények közlésével párhuzamosan jogi kultúrtörténeti szemináriumokat is hirdetett, amivel úttörő szerepet játszott a pécsi, sőt a hazai jogi oktatásban. Egykori mestere, Csizmadia Andor nyomdokain haladva kitüntetett figyelmet szentelt a Pécsi Tudományegyetem és a jogi kar történetének, ami tudományos munkásságának egyik önálló fejezetét adta. Egyedi látásmódja, különös intézményi összefüggések kimutatásával felépített konstrukciói, történelmi példákkal színesített előadásai nagy népszerűségnek örvendtek hallgatói körében, akik közül többen áldozatos felkészítő munkájának köszönhetően diákkörösökként és programvezetése mellett tudományos fokozatot szerezve kiváló eredményekkel öregbítették a professzor által hosszú időn át vezetett tanszék és a pécsi jogi kar hírnevét. PhD értekezését az állam- és jogtudományok területén 1987-ben, MTA doktori értekezését (DSc) 2004-ben védte meg az MTA-n. 1992-ben hirdetett először szemináriumot a Grazi Egyetem jogtörténeti tanszékének vezetőjével, Gernot Kocher professzorral közösen. Ezt 2013-ig további 20 alkalom követte, hol Pécsett, hol Grazban. Kajtár István számára nagyon fontos volt a bécsi Werner Ogris  és a krakkói Kazimierz Baran  jogtörténész professzorokkal kialakított, szakmai együttműködés.
Az egyetemes jogtörténetterületén szakmai utódja Prof. Dr. Herger Csabáné
Felesége Győrfy Etelka (Nagyatád, 1950. szeptember 12. –)

## Fontosabb művei
- ANZDOC. Kajtár István tudományos közleményei.[6]
- A burzsoá városi jog kialakulása Magyarországon. Kandidátusi értekezés. 1987
- Magyar városi önkormányzatok (1848-1918). Területi és Települési Kutatások 9. Budapest. Akadémiai Kiadó, 1992
- Zeichen der Macht und des Rechts in der neueren ungarischen Rechtschichte. Pécs-Graz, Gyűjtemény: Jogi Kultúrtörténeti és Jogi Néprajzi Digitális Adattár (DDFL) 1995
- A 19. századi modern magyar állam- és  jogrendszer  alapjai. Európa – haladás –2003 Magyarország. – Budapest. Pécs. Dialóg Campus. 2003
- Bevezetés a jogi kultúrtörténetbe. – Budapest. Pécs. Dialóg Campus, 2004
- Kajtár István – Herger Csabáné: Egyetemes állam- és jogtörténet, Dialóg Campus Kiadó, Budapest–Pécs, 2013, ISBN 978-615-5376-10-8

## Díjai, elismerései
- Pro Scientia aranyérem, felkészítő tanár. Felkészítő tanárként Béli Gáborral[7] közösen kapták a Pro Sciencia aranyérmet Delacasse Krisztina [8] OTDK sikere elismeréséül. (1993)
- Magyar Felsőoktatásért Emlékplakett (1993)
- Magyar Köztársasági Érdemrend lovagkeresztje (2008)